# Ring-Café (Leipzig)

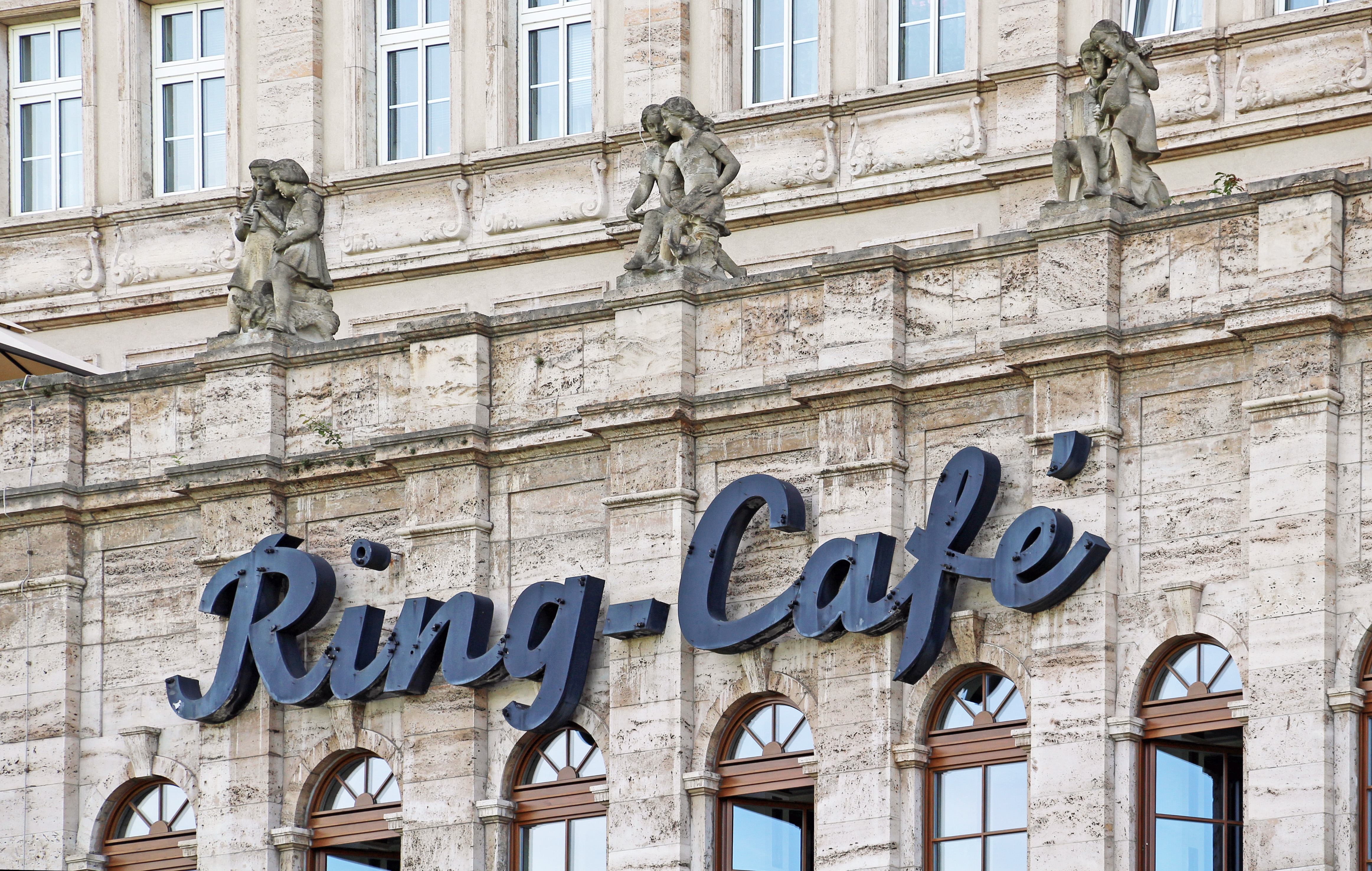
Ring-Café Leipzig (2019)

Das Ring-Café in Leipzig befindet sich im Mittelteil der Ringbebauung am Roßplatz und ist wie diese im Baustil des Sozialistischen Klassizismus errichtet. Es war zur Zeit seiner Eröffnung 1956 das größte Café der DDR. Als Teil der Ringbebauung steht es unter Denkmalschutz.

## Bau und Ausstattung
Die Ringbebauung mit dem Ring-Café wurde von 1953 bis 1956 errichtet. Architekt war Rudolf Rohrer (1900–1968), ausführender Baubetrieb der VEB Bau-Union Leipzig.

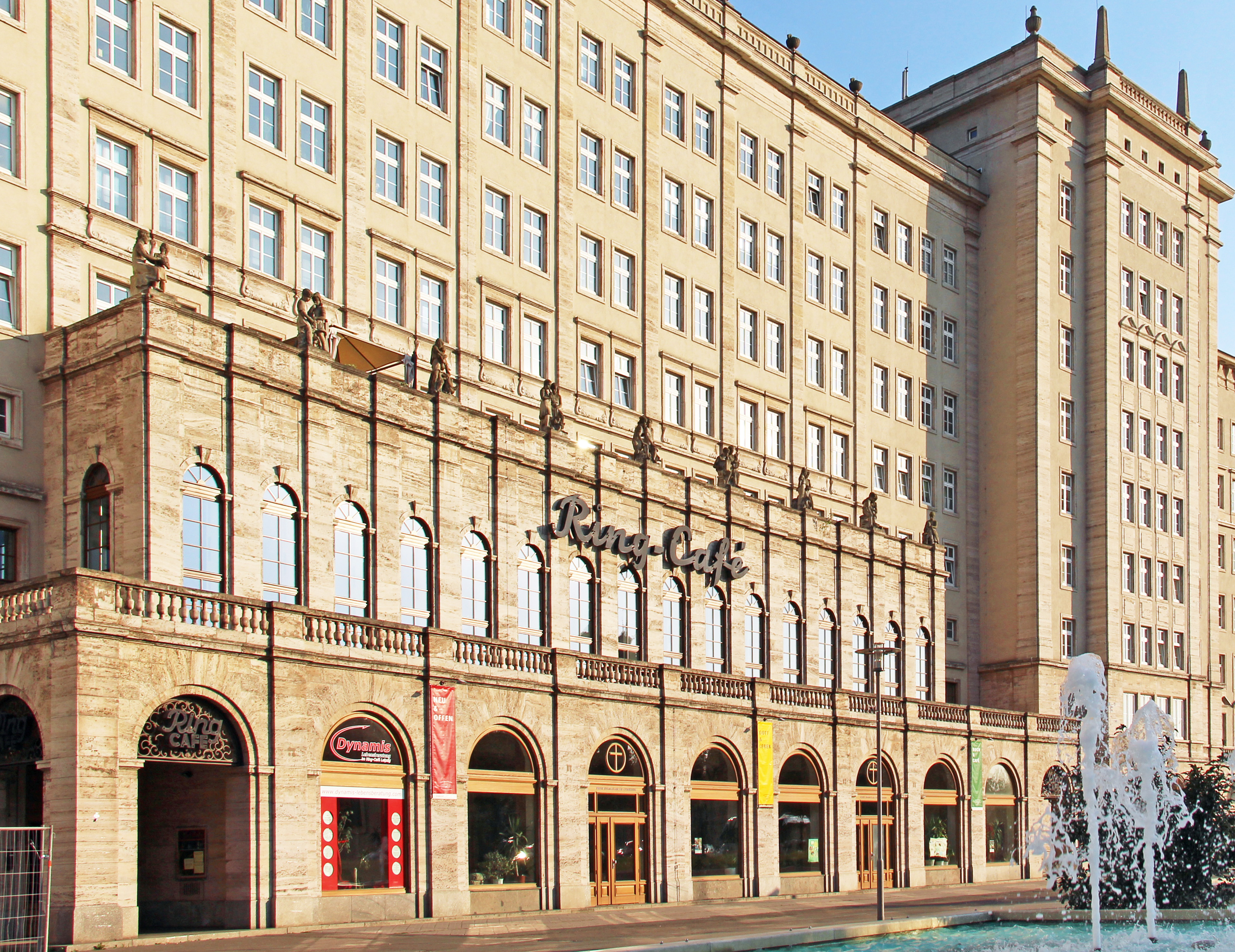
Ring-Café außen (2015)
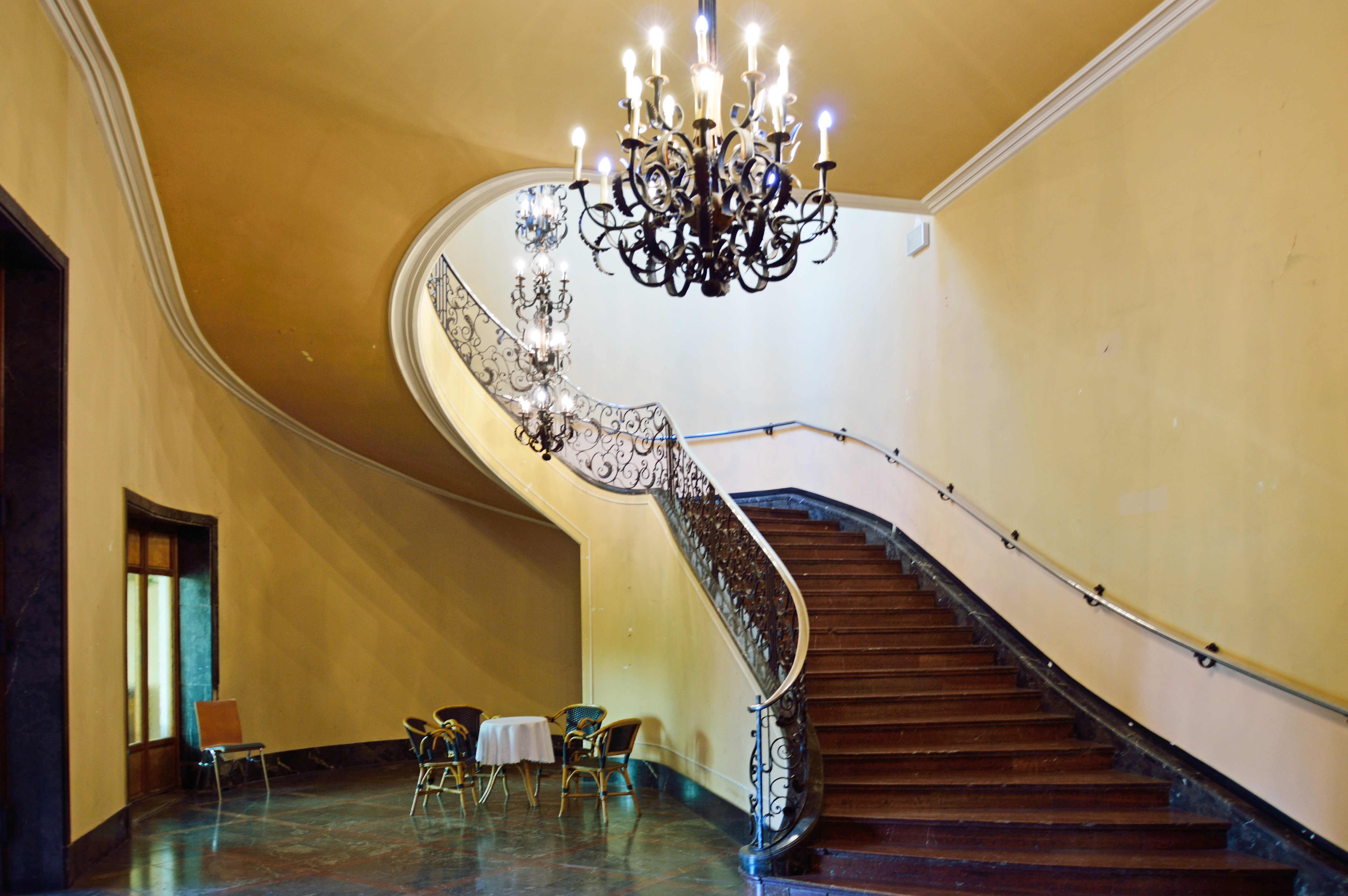
Treppenbereich (2014)

Der Bereich des Ring-Cafés tritt in zwei mit Travertin verkleideten Stufen mit Rundbogenfenstern aus dem Baukörper der Ringbebauung hervor. Die untere wird von einer Balustrade bekrönt, während auf der Umfassungsmauer der oberen neun vom Leipziger Bildhauer Rudolf Oelzner (1906–1985) geschaffene Figurenpaare stehen. 
Das Ring-Café mit insgesamt 540 Plätzen hatte während seines Betriebes zu DDR-Zeiten vier Bereiche: das Tages-Café und die Mokkadiele im Erdgeschoss und das Konzertcafé mit separater Bar im Obergeschoss. Des Weiteren gab es vor dem Tages-Café außen einen Freisitz sowie vor dem Konzertcafé oben eine große Terrasse.
Alle Räume waren mit edlen Materialien ausgestattet und erzeugten einen gediegenen Eindruck. Die Treppenhausfenster und Spiegelbilder gestaltete Walter Gluch (1910–2009). Die technische Ausstattung entsprach vollauf dem Niveau der 1950er Jahre; zum Beispiel mit einer automatisch öffnenden Tür vom Kellnergang in den Gastraum, aber auch hinsichtlich von Kühltischen und -schränken.
Ende der 1960er Jahre wurden vor dem Ring-Café drei Wasserbecken mit Fontänen errichtet, die nach ihrer Stilllegung 2006 im Jahre 2012 wieder restauriert wurden.

## Nutzung

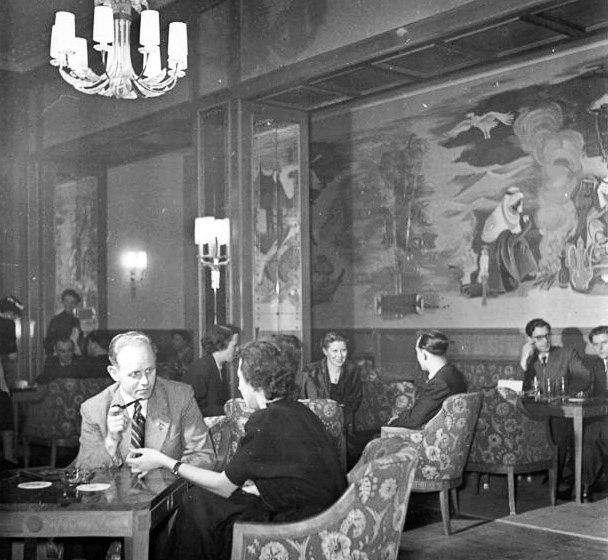
Gastraum (1956)
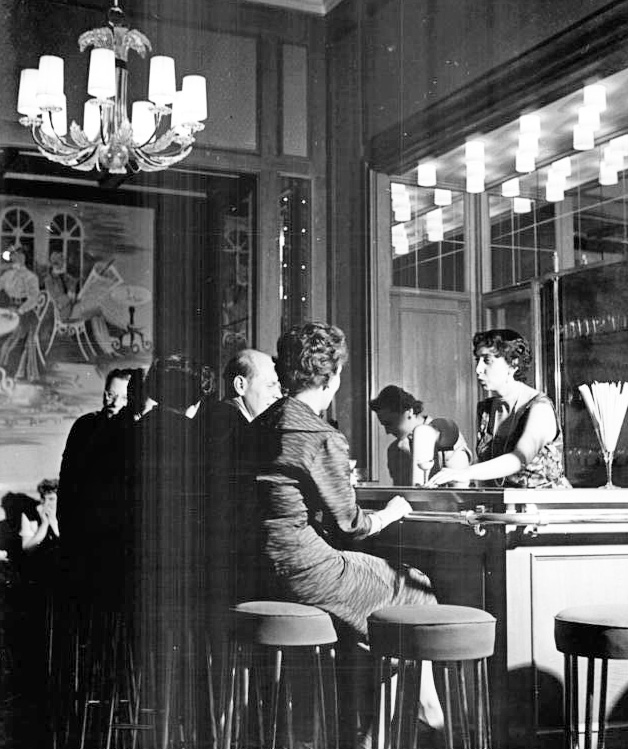
Mokka-Bar (1956)

Den Gästen wurde neben dem Café-Betrieb auch anspruchsvolle musikalische Unterhaltung geboten, u. a. am Blüthner-Flügel. Bekannte Veranstaltungen im Ring-Café waren die Leipziger Moderevuen, welche sich durch getanzte Modenschauen auszeichneten. Darüber hinaus gab es auch Unterwäschemodenschauen, Tanztees und Faschingsbälle. Viele Leipziger Betriebe hielten Betriebsfeiern im Ring-Café ab; auch die Frauentagsfeiern waren recht „lebhaft“.
1992 wurde das Ring-Café geschlossen. In den 1990er und frühen 2000er Jahren gab es vergebliche Versuche seiner Wiederbelebung. Seit 2003 nutzt eine Freie evangelische Gemeinde das Erdgeschoss des Ring-Cafés für ihre Veranstaltungen.
Seit 2006 finden in den Räumen des Obergeschosses wieder Veranstaltungen statt, wie Konzerte, Tanzabende und Ähnliches, und können die Räume auch für private Events gemietet werden. Für den täglichen Caféhausbetrieb seien die Räume aber zu groß.
2017 und 2018 fanden jeweils am 10. Mai, dem Vorabend des Todestages Max Regers (1873–1916), im Ring-Café vom ehemaligen Thomaskantor Georg Christoph Biller (1955–2022) organisierte „Regeriaden“ statt, die dem in der Nähe des heutigen Ring-Cafés verstorbenen Komponisten gewidmet waren.